# Bradypterus brunneus
La yerbera colilarga (Bradypterus brunneus) es una especie de ave paseriforme de la familia Locustellidae endémica de Madagascar.

## Distribución y hábitat
Se encuentra únicamente en las montañas del este de Madagascar. Su hábitat natural son los bosques húmedos de montaña, tanto tropicales como subtropicales.